# 比提尼亞

比提尼亞在小亞細亞/安那托利亞的位置

比提尼亞（通用希臘語：Βιθυνία），《和合本聖經》譯為庇推尼，是位於小亞細亞西北部的一個古老地區、王國以及罗马帝国行省，其毗鄰普羅龐提斯海、博斯普鲁斯海峡與攸克辛海（黑海古稱），西南方和密细亚接壤，東北部則與帕夫拉戈尼亚和本都的海岸線相鄰，東南方通往小亞細亞內陸地帶的弗里吉亚。
比提尼亞在公元前4世紀時是獨立的王國。其首都設於尼科米底亞，該城是由尼科美德一世於公元前264年在阿斯塔科斯遺址上重新建立的城市。比提尼亞於公元前74年被末代國王尼科美德四世贈與罗马共和国，此後比提尼亞與本都地區合併為比提尼亞與本都行省，成為羅馬治下的一個省分。7世紀時，拜占庭帝国將比提尼亞地區劃歸奥普西金军区管理。到了13世紀，比提尼亞又成為塞尔柱帝国邊境地區的領土，並最終在1325年至1333年間被奥斯曼帝国征服。

## 概況
比提尼亞的主要城市大多座落於普羅龐提斯海（現稱馬摩拉海）旁的肥沃海岸上，其中包括：尼科米底亞、迦克墩、基厄斯和阿帕米亞。此外，因尼西亞信經而聞名的都市尼西亞（現稱伊兹尼克）也位於此地。
根據學者斯特拉波所述，比提尼亞的東部是以珊伽里俄斯河（現稱薩卡里亞河）為界線，不過更普遍的觀點則把瑪利安杜尼亞人所居住的區域也包含在內，通說認為比提尼亞的東面邊境延伸至帕耳忒尼俄斯河為止，這條河將比提尼亞與帕夫拉戈尼亚區隔開來。比提尼亞的西面與西南部以林達庫斯河為界和密细亚分隔，南方則與弗里吉亚以及加拉太相鄰。
雖然比提尼亞到處都是高山及森林，但它的山谷及海岸區非常肥沃。當地最主要的山脈被稱為密細亞奧林帕斯山（高度8,343英尺），其聳立於布尔萨的上方，即使遠在113公里外的伊斯坦堡仍清晰可見，一年中的大部分時間裡，它的山峰都被白雪所覆蓋。
山脈由薩卡里亞河向東延綿160公里遠至帕夫拉戈尼亞，這些山嶺屬於安那托利亞高原台地的一部份，遼濶的高原向西延伸直達博斯普魯斯海峽，雖然高原上充滿許多丘陵且被茂密的森林所覆蓋（土耳其语稱之為Ağaç Denizi，意思是「樹海」），但卻沒有被任何高聳的山峰所阻隔。西海岸因兩個小灣而呈現鋸齒型，最北面的伊茲密特灣（古稱阿斯塔科斯灣）深入內陸約65－80公里直抵伊兹密特（古稱尼科米底亞）一帶，伊茲密特與黑海間僅隔著一道寬約40公里地峡。南面的盖姆利克湾則長約40公里，在它與山谷盡頭的交會點坐落著小城蓋姆利克，該城與伊兹尼克湖相連。
當地主要河流珊伽里俄斯河的流域從南至北將比提尼亞橫斷，林達庫斯河使其與密細亞分隔，菲里優斯河發源於距離海岸約80公里處的阿拉山（Aladağ），其流經古代遺址提烏姆附近的博盧後，最終於卡拉代尼茲埃雷利東北約40公里處注入黑海，該河總長度超過160公里。較次要的帕耳忒尼俄斯河則為比提尼亞東面的邊界。
面朝黑海的山谷內遍佈各種果樹，如橘子便是當地所盛產的果類。同時，珊伽里俄斯河谷以及布爾薩與尼西亞的平原亦相當肥沃並得到悉心耕種，廣泛種植的桑树園為布爾薩的絲綢產業提供了源源不絕的供應原料，長年以來在布爾薩大規模生產的綢緞早已廣負盛名。

## 歷史

### 鐵器時代

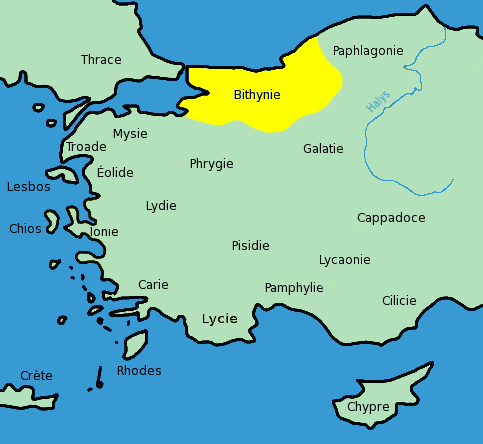
比提尼亞地區（黃色部分）

根據古希腊學者希羅多德的記述，比提尼人是來自色雷斯人中的一支部族，他們與希利人生活在一起，這兩支同為色雷斯語系的民族大約在青銅時期晩期崩潰中的某個時間點，或者在铁器时代早期，從巴尔干半岛遷移到小亞細亞定居。比提尼人與希利人這兩個同根同源的部族在小亞細亞的新家園似乎互相相鄰，他們協力驅逐了原本居住於當地的密細亞人、考寇涅斯人和其他一些小部族，僅有居住於東北方的瑪利安杜尼亞人仍保有自己的地盤，希羅多德提到希利人以及比提尼人是肩並肩共存的。雖然現今他們所使用的語言幾乎沒有留存下來，不過根據希羅多德的描述，我們仍可以得知比提尼人與希利人講述的語言屬於色雷斯語的語支，和弗里吉亚人以及亚美尼亚人使用的語言一樣皆屬古巴尔干语族的一員。
日後的希臘人沿著海岸建有數座殖民地，其中包括：基厄斯、位處博斯普鲁斯海峡東端的迦克墩（現稱卡德柯伊）與西面的拜占庭，以及距離博斯普鲁斯海峡以東190公里位於黑海旁的赫拉克利亞等城市。
比提尼亞之後被併入呂底亞王國的領土，當呂底亞的末代君主克羅伊斯在公元前546年被居鲁士二世擊敗後，比提尼亞又再度被劃為波斯帝國轄下弗里吉亞行省的一部份，並由波斯總督負責管領，其轄區涵括從赫勒斯滂（現稱達達尼爾海峽）直至博斯普魯斯海峽間的所有土地。

### 比提尼亞王國
早在被亚历山大大帝征服前，比提尼人在比提尼亞的巴斯與芝普特斯一世兩名領主的帶領下，已具有頗為獨立的地位，芝普特斯一世在公元前297年時取得國王（巴西琉斯）的稱號。
他的兒子兼繼承者尼科美德一世建造了尼科米底亞，這座城市很快便變得繁榮興盛，在尼科美德一世的長期統治期間以及繼任者普魯西阿斯一世、普魯西阿斯二世與尼科美德二世任內，比提尼亞王國在安那托利亞眾多小國君主中具有相當的影響力及地位。但最後一任國王尼科美德四世卻無法對抗本都王国米特里達梯六世的侵略而失去王位，在羅馬元老院幫助他復位之後，尼科美德四世決定在他的遺囑中把王國贈予罗马共和国（公元前74年）。
比提尼亞的歷任國王皆會將他們的肖像鑄造於錢幣上，這些頭像大多展現出極其成熟的希臘雕刻風格。

### 羅馬帝國

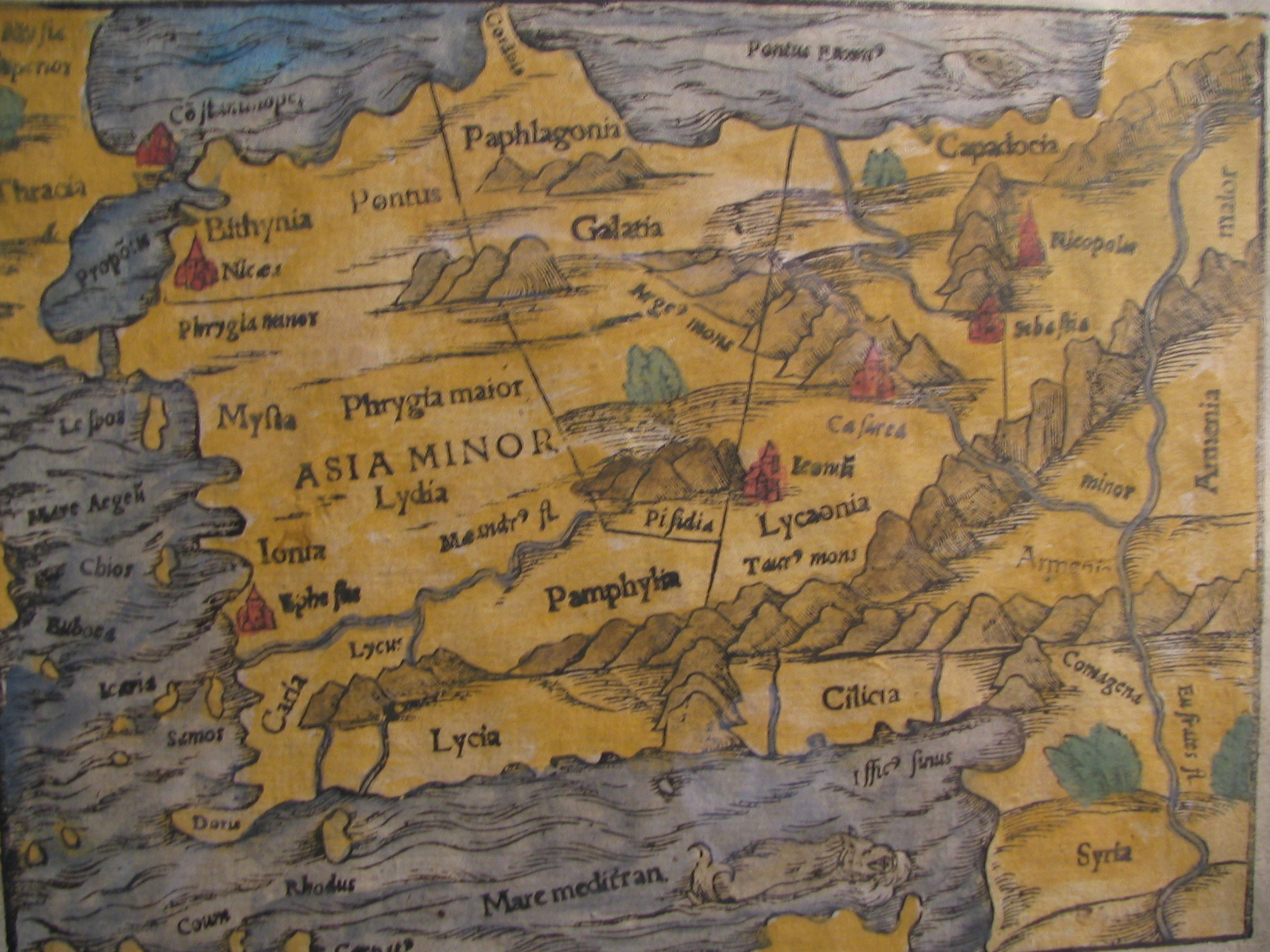
繪於15世紀的小亞細亞地圖，比提尼亞位於圖中的左上角

作為罗马帝国行省，比提尼亞的邊界常有變動，出於行政統治上的需要它經常與本都行省合併在一起。在圖拉真時期，年輕的小普林尼被委任為這個聯合行省的總督時便已是如此劃分，這為歷史學家們提供了研究當時羅馬省分的寶貴歷史資料。

### 拜占庭帝國
在拜占庭帝国的統治下，比提尼亞再次沿著珊伽里俄斯河被劃分為兩個不同的行省，只剩下河西岸的地區保仍有比提尼亞的名字。
比提尼亞因其境內的公路以及該地連接了帝國北方多瑙河邊界與東南部幼发拉底河的重要戰略位置而備受重視，公元562年左右，查士丁尼一世決定在珊伽里俄斯河上興建橫跨河岸巨大的珊伽里俄斯橋，以確保帝國與东方大区間的聯繫順暢，當時拜占庭的軍隊經常在尼科米底亞過冬。
這段期間內，比提尼亞地區最主要的兩座城市，分別是尼西亞以及由尼科美德一世所建立的尼科米底亞，兩者為了爭奪比提尼亞首府的地位，而進行長年的相互競爭。

## 出生名人
- 喜帕恰斯，希臘天文學家，發現歲差。
- 比提尼亞的狄奧多西（英语：Theodosius of Bithynia），希臘天文學家和數學家。
- 安提諾烏斯，羅馬皇帝哈德良的娈童。
- 卡西乌斯·狄奥，羅馬歷史學家，曾擔任罗马执政官。
- 阿里安，歷史學家。
- 聖海倫納，君士坦丁大帝的母親。

## 延伸閱讀
- Storey, Stanley Jonathon.  (PDF). Ottawa: National Library of Canada. 1999 [1998]  [2007-05-21]. ISBN 0-612-34324-3. （原始内容存档于2021-01-31）.
- T. Bekker-Nielsen, Urban Life and Local Politics in Roman Bithynia: The Small World of Dion Chrysostomos, 2008.

40°30′N 31°00′E / 40.5°N 31.0°E